# دارزین دو
دارزین دو، روستایی از توابع بخش مرکزی شهرستان بم در استان کرمان و در فاصله ۲۵ کیلومتری بم قرار دارد.

## جمعیت
این روستا در دهستان حومه قرار دارد و براساس سرشماری مرکز آمار ایران در سال ۱۳۹۵، جمعیت آن ۴۱۵ نفر (۱۵۱ خانوار) بوده‌است.